# رايان أورايلي
رايان أورايلي (مواليد 7 فبراير 1991) هو لاعب هوكي جليد كندي يلعب في نادي سانت لويس بلوز.